# 冰山清輝
冰山清辉是日本软件公司AHS开发的歌声库系列，由比山貴咏史配音。清辉的虚拟形象既同名虚构人物是由梅谷阿太郎作造型设计，他是歌爱雪的班主任。

## 版本
| 年份                                 | 标题                     | 语音库                             | 引擎       | 平台                        | 操作系统      |
| 歌声合成                             | 歌声合成                 | 歌声合成                           | 歌声合成   | 歌声合成                    | 歌声合成      |
| ------------------------------------ | ------------------------ | ---------------------------------- | ---------- | --------------------------- | ------------- |
| 2009年                               | 《Vocaloid 2：冰山清辉》 | - Kiyoteru                         | Vocaloid 2 | Vocaloid 2 / 3 / 4 Editor   | Windows       |
| 2015年                               | 《Vocaloid 4：冰山清辉》 | - Kiyoteru_Natural - Kiyoteru_Rock | Vocaloid 4 | Vocaloid 4 Editor及更高版本 | Windows macOS |
| 2016年                               | 应用内购买               | - 冰山清辉Natural - 冰山清辉Rock   | ——         | Mobile Vocaloid Editor      | iOS iPadOS    |
| 语言版本皆为日语；「——」表示不确认。 |                          |                                    |            |                             |               |

- 《Vocaloid 2：冰山清辉》是AHS开发的Vocaloid歌声库，作为Vocaloid 2 Editor的歌声插件于2009年12月4日发行。此库的推荐节奏在每分钟60至160拍之间，推荐音域在C2至G4之间。

- 《Vocaloid 4：冰山清辉》是AHS开发的Vocaloid歌声库组合，作为Vocaloid 4 Editor的歌声插件于2015年10月29日发行。此组合包含两部全新开发的库，“Natural”的推荐节奏在每分钟60至160拍之间，推荐音域在A1至C4之间，“Rock”的推荐节奏在每分钟70至190拍之间，推荐音域在C2至G4之间。

- 「冰山清辉Natural」「冰山清辉Rock」是作為Mobile Vocaloid Editor的应用内购买项目于2016年8月23日发行的Vocaloid歌声库。[1]

## 发展
冰山清辉全称“Vocalo老师：冰山清辉”（ボカロ先生 氷山キヨテル），与歌爱雪、SF-A2開發Code Miki一同是由日本软件公司AHS于2009年12月4日最先推出的Vocaloid歌声库。清辉的配音者是日本音乐从业者比山貴咏史（比山貴咏史），貴咏史在雅马哈开发Vocaloid初期便参与并录制下歌声样本，在未被Crypton Future Media选择发行后而交由AHS完成。
冰山清辉的名称取自其配音者。清辉的虚拟形象既同名虚构人物由梅谷阿太郎（梅谷阿太郎）作造型设计，他是棕色短发的年轻男性，是歌爱雪的班主任，擅长科目是数学，领带夹是取形自雅马哈靜音低音提琴SLB100，眼镜是他钟爱的Zoff品牌ZS92001A款式，据说在休息日，他投入摇滚乐队Ice Mountain中化名Teru担任主唱。其中，老师的背景设置是尊敬配音者以及呼应另一款童声歌声。